# Chamaesaracha villosa
Chamaesaracha villosa là loài thực vật có hoa trong họ Cà. Loài này được Rydb. mô tả khoa học đầu tiên năm 1893.